# New Hebron
New Hebron és una població dels Estats Units a l'estat de Mississipi. Segons el cens del 2000 tenia 447 habitants.

## Demografia
Segons el cens del 2000, New Hebron tenia 447 habitants, 179 habitatges, i 124 famílies. La densitat de població era de 257,6 habitants per km².
Dels 179 habitatges en un 33% hi vivien nens de menys de 18 anys, en un 60,9% hi vivien parelles casades, en un 7,3% dones solteres, i en un 30,2% no eren unitats familiars. En el 29,1% dels habitatges hi vivien persones soles el 16,2% de les quals corresponia a persones de 65 anys o més que vivien soles. El nombre mitjà de persones vivint en cada habitatge era de 2,5 i el nombre mitjà de persones que vivien en cada família era de 3,09.
Per edats la població es repartia de la següent manera: un 26,6% tenia menys de 18 anys, un 8,1% entre 18 i 24, un 26,4% entre 25 i 44, un 21,5% de 45 a 60 i un 17,4% 65 anys o més.
L'edat mediana era de 36 anys. Per cada 100 dones de 18 o més anys hi havia 87,4 homes.
La renda mediana per habitatge era de 32.500 $ i la renda mediana per família de 37.679 $. Els homes tenien una renda mediana de 31.094 $ mentre que les dones 24.167 $. La renda per capita de la població era de 15.495 $. Entorn del 9,8% de les famílies i el 14,6% de la població estaven per davall del llindar de pobresa.

## Poblacions més properes
El següent diagrama mostra les poblacions més properes.